# Rafaila
Rafaila è un comune della Romania di 1 974 abitanti, ubicato nel distretto di Vaslui, nella regione storica della Moldavia. 
Rafaila è divenuto comune autonomo nel 2004, staccandosi dal comune di Todireşti.